# Abryna
Abryna – rodzaj chrząszczy z rodziny kózkowatych i podrodziny zgrzypikowych. 

## Zasięg występowania
Przedstawiciele tego rodzaju występują w Indiach, Chinach, Indochinach, Japonii, Indonezji na Tajwanie, Filipinach, oraz Wyspach Salomona.

## Systematyka
Do Abryna należy 11 gatunków:
- Abryna affinis
- Abryna basalis
- Abryna buccinator
- Abryna coenosa
- Abryna copei
- Abryna grisescens
- Abryna javanica
- Abryna obscura
- Abryna regispetri
- Abryna rubeta
- Abryna ziczac

## Przypisy

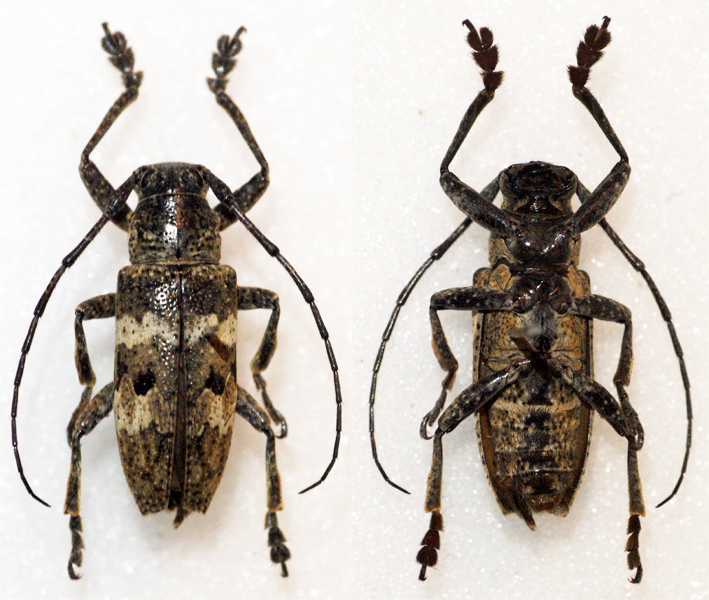
Abryna grisescens